# 7 septembre 1923
Le vendredi 7 septembre 1923 est le 250e jour de l'année 1923.

## Naissances
- Edouard Assadov (mort le 21 avril 2004), écrivain russe
- George Krendich (mort le 20 septembre 1953), criminel américain
- Louise Suggs (morte le 6 août 2015), golfeuse américaine professionnelle
- Peter Lawford (mort le 24 décembre 1984), acteur américain

## Décès
- Nikolai von Glehn (né le 16 juin 1841), noble estonien
- Olivier Sainsère (né le 9 septembre 1852), homme politique français

## Événements
- Création de la ville de Bicas au Brésil
- Création de Interpol